# Franz von Vecsey
 (décembre 2014).
Si vous disposez d'ouvrages ou d'articles de référence ou si vous connaissez des sites web de qualité traitant du thème abordé ici, merci de compléter l'article en donnant les références utiles à sa vérifiabilité et en les liant à la section « Notes et références ».
Dans les noms hongrois, le nom de famille précède le prénom, mais cet article utilise l’ordre habituel en français, où le prénom précède le nom.
Franz von Vecsey (en hongrois : Vecsey Ferenc), né à Budapest le 23 mars 1893 et mort à Rome le 5 avril 1935 , est un violoniste et compositeur hongrois.

## Compositions
Violon Solo
- Preludio e Fuga en C mineur (1914)

Violon et Piano
- À toi (1921)
- La Campanella (1934), transcription basée sur le Rondo du concerto pour violon nº 2 de Niccolò Paganini
- Caprice en fa majeur (1913)
- Caprice fantastique (1933)
- Caprice No. 1 "Le Vent" en la mineur (1916)
- Caprice No. 2 "Cascade" en fa majeur
- Caprice No. 3 "Valse macabre"
- Caprice No. 4 "Badinage"
- Caprice No. 5 "La Lune glisse à travers les nuages" (1917)
- Caprice No. 6 "Octaves dansantes"
- Caprice No. 7 "Clair de lune"
- Caprice No. 8 "Feu d'étincelles"
- Caprice No. 9 "Reflets dans l'eau"
- Caprice No. 10 "Pensée fantastique"
- Le Chagrin de Pierrot
- Chanson nostalgique (1933)
- Chanson triste (1913)
- Conte passionné en G major (1913)
- Devant un tombeau (1921)
- Mariä Wiegenlied (1934), transcription de Max Reger Op. 76, No. 52
- Motus Barbarus
- Nuit du Nord (1921)
- Plainte nostalgique
- Preghiera en sol mineur (1924)
- Préludes pour deux violons et piano (1921)

No. 3 – Badinage impertinent
No. 4 – Clair de lune sur le Bosphore
No. 5 – Pourquoi ...
- Souvenir (1913)
- Trois Morceaux (1912)

No. 1 – Rêve (la mineur)
No. 2 – Humoresque (mi mineur)
No. 3 – Menuet (mi majeur)
- Valse lente (1933)
- Valse triste en do mineur (1913)

## Sources
- (hu)/(en) Cet article est partiellement ou en totalité issu des articles intitulés en hongrois « Vecsey Ferenc » (voir la liste des auteurs) et en anglais « Franz von Vecsey » (voir la liste des auteurs).